# オットー4世 (シェイエルン伯)

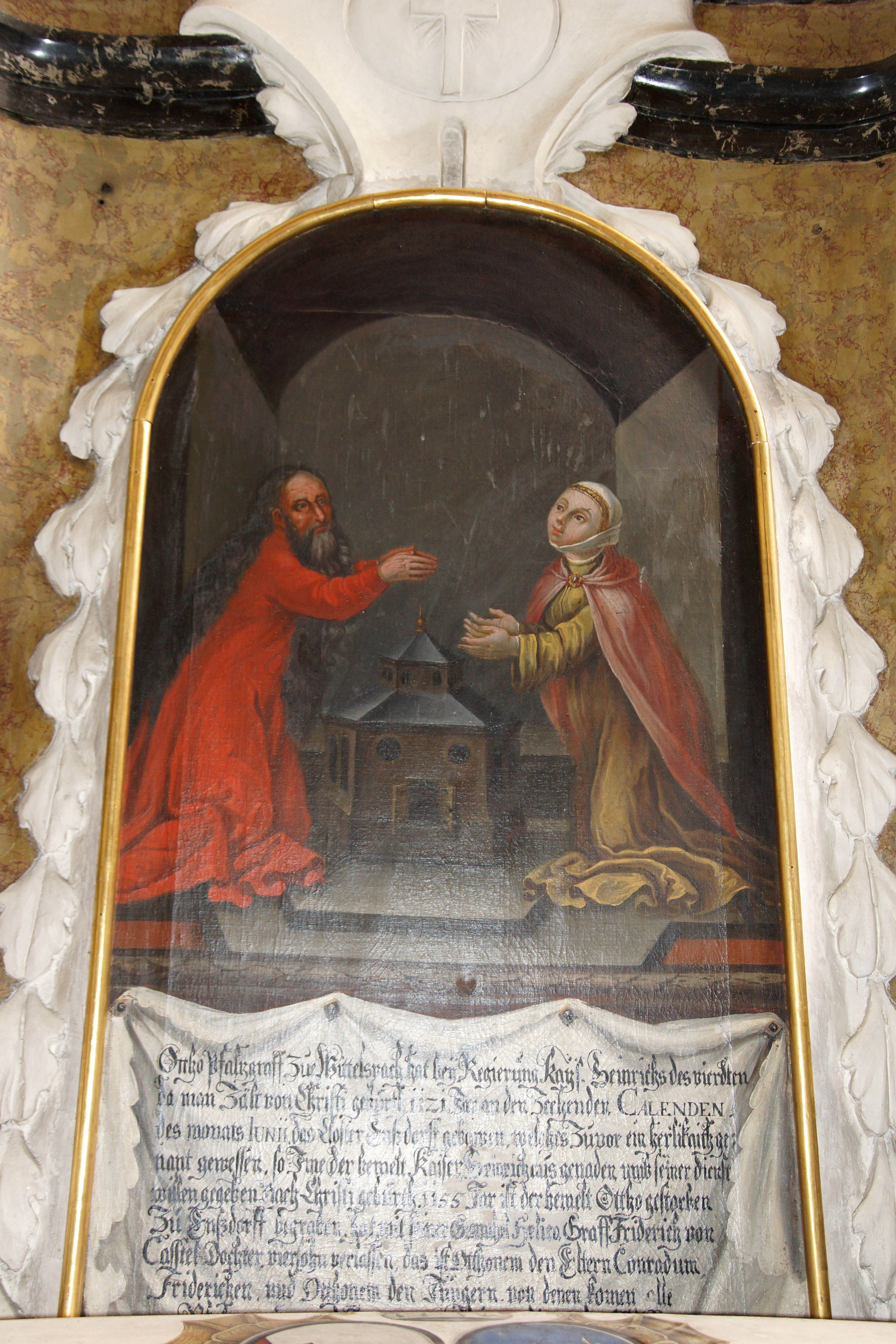
オットー4世と妻のハイリカ（エンスドルフの聖ヤコブ教会）

シェイエルン伯オットー4世（Otto IV. von Scheyern, 1083/4年 - 1156年8月4日）またはオットー5世（Otto V.）は、バイエルン宮中伯（在位：1116年 - 1156年）。シェイエルンからヴィッテルスバッハ城に一族の拠点を移したことから、家名をシェイエルンからヴィッテルスバッハに変更した。

## 生涯
オットー4世はシェイエルン伯エッケハルト1世とリヒガルト・フォン・クライン＝オーラミュンデの息子である。兄弟にウダルリヒ1世およびエッケハルト2世がいる。
1110年から1111年にかけて、オットーはドイツ王ハインリヒ5世の最初のイタリア遠征に従った。
1113年、オットーの発案により、一族の本拠地であったシェイエルンの城を修道院とすることとなった。一族はシェイエルンからアイヒャッハ近くのヴィッテルスバッハ城に移り、オットー自身も1116年以降ヴィッテルスバッハの名称を用いるようになった。従って、オットーがヴィッテルスバッハ家の家名の元となった人物であり、同家は1918年までバイエルンを支配することになる。
1116年、オットーはバイエルン宮中伯となった。また彼はシェイエルン、ガイゼルフェルト、キューバッハ、ザンクト・ウルリヒ、ヴァイエンシュテファンおよびフライジングのフォークトであった。1121年にはエンスドルフおよびインダースドルフのフォークトになった。
1123年5月23日、オットーはエンスドルフ修道院を創建した。オットーは1111年にハインリヒ5世によるパスカリス2世の捕縛に加わって以降、修道院を創建しなくてはならないと考えていた。教皇の捕縛に与した結果、オットーは教会から破門されていたためである。修道院を創建したことにより、教皇は大勅書を発布し破門は解除された。
1119年、オットーは妻のハイリカ・フォン・レンゲンフェルト（フリードリヒ3世・フォン・ペッテンドルフ＝レンゲンフェルト＝ホプフェノーエの娘）が相続人であったことにより、ノルトガウの広大な領地を相続した。そのため、一族は一時レンゲンフェルトに移り住んだ。オットーは晩年の10年間をレンゲンフェルトで過ごし、エンスドルフ修道院の参事会集会所の義父フリードリヒ3世・フォン・レンゲンフェルト、義妹ハイルヴィヒ・フォン・レンゲンフェルトおよびその夫ゲプハルト1世・フォン・ロイヒテンベルクの隣に埋葬された。彼らの遺体は、1571年にエンスドルフの聖ヤコブ教会に移され、さらに1721年には主祭壇の左側に新たに作られた墓に改葬された。

## 子女
1116年7月13日以前に、ハイリカ・フォン・レンゲンフェルト（フリードリヒ3世・フォン・ペッテンドルフ＝レンゲンフェルト＝ホプフェノーエの娘）と結婚し、8人の子女をもうけた。ハイリカは後の皇帝フリードリヒ1世の従姉妹にあたる。
- ヘルマン - 夭逝
- オットー1世（1117年 - 1183年） - バイエルン公
- コンラート（1120/5年 - 1200年） - マインツ大司教、枢機卿
- フリードリヒ2世（1120年ごろ - 1198年） - ヴェルト宮中伯
- ウダルリヒ
- オットー7世（? - 1189年） - バイエルン宮中伯
- ヘートヴィヒ（? - 1174年7月16日） - アンデクス伯ベルトルト3世と結婚
- アーデルハイト - オットー2世・フォン・シュテフリングと結婚